# Club Español de Rosario
El Club Español de Rosario es una entidad social formada por la comunidad española inmigrante en la ciudad argentina de Rosario, en la provincia de Santa Fe. Su histórica sede se encuentra situada en la calle Rioja, número 1052.

## Historia
El 8 de octubre de 1882, un grupo de residentes  españoles fundó el Centro Español de Rosario, motivados por tener “un local donde reunirse y cimentar los lazos de unión que deben ligar á los hijos de Iberia”.
Algunos de sus miembros tuvieron participación en el crecimiento de Rosario desde fines del siglo XIX: Carlos Casado del Alisal, Ignacio Firmat y Julián Bustinza, ligados al trazado del ferrocarril; José Arijón con los negocios inmobiliarios y la exportación; Juan Sagasti y Ciro Echesortu como iniciadores de la fabricación  de cerámicos, este último también relacionado con la urbanización, como Juan Canals y Daniel Infante.
La entidad proyectó la construcción del Hospital Español de Rosario, materializado en 1912. La obra, gestionada por la Sociedad de Beneficencia del Club, se levantó en terrenos donados por Rafael Calzada y su esposa. Por su parte, las familias de José Zubelzú, Francisco Figueroa, Pedro Vila y Codina, Ramón González, Federico Alabern y José Arijón, donaron los pabellones que llevaron sus nombres; en tanto que Ramón y Ángel García edificaron a sus expensas el Policlínico "Covadonga".
[[Archivo:Club Español Rosario 1.jpg|250px|miniaturadeimagen|left|Portón de entrada traído de Glasgow.
En 1916, fue finalmente inaugurada la casona que hoy ocupa su sede, obra del arquitecto mallorquín Francisco Roca Simó y el escultor Diego Masana Majó (Barcelona, 1868-Rosario, 1939). 
Como exponente del modernismo catalán en la ciudad, ha sido declarado Monumento Histórico Nacional por la Ley 25.898 del año 2004.
En sus más de cien años de historia, el Club Español rosarino ha tenido visitantes ilustres: el escritor Federico García Lorca y el político y docente Joaquín V. González, el filósofo José Ortega y Gasset, escritores como Ramón Gómez de la Serna, Salvador de Madariaga, Belisario Roldán, Alberto Vacarezza; políticos como Manuel Fraga Iribarne, Presidente de la Junta de Galicia, Niceto Alcalá Zamora, Primer Presidente de la Segunda República Española, Manuel Aznar, diplomático falangista y abuelo del que sería Presidente de Gobierno; músicos, compositores y artistas como Amadeo Vives, Alfredo Graus, Maria Guerrero, Jacinto Benavente.
En  abril de 1985, el Club fue honrado con la visita de los Reyes de España, que habían venido a Rosario para dejar iniciadas, junto a las autoridades argentinas y la colectividad, los trabajos del Complejo Cultural Parque de España, que sería inaugurado en 1992.
El edificio tiene un lucernario que está considerado como uno de los vitrales más grandes de Latinoamérica; realizado por el taller de Salvador Buxadera y Eugenio Fornells, fue restaurado en 2013.